# Gebäude des ersten serbischen Observatoriums

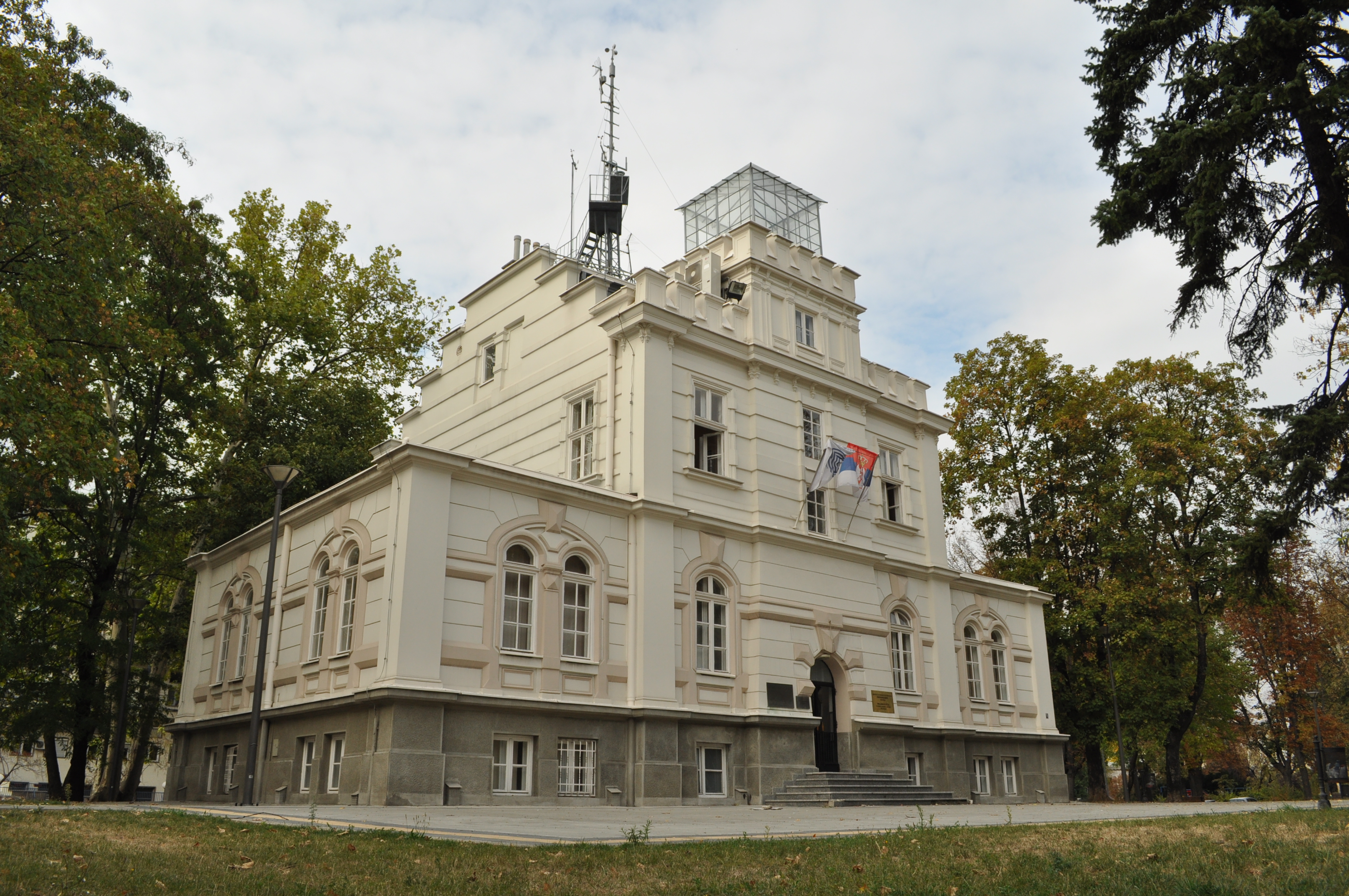
Erstes serbisches Observatorium, Belgrad

Das Gebäude des ersten serbischen Observatoriums befindet sich in Belgrad, in Bulevar oslobođenja 8, und zählt zu Kulturdenkmälern von großer Bedeutung.

## Geschichte und Aussehen
Das Gebäude des meteorologischen Observatoriums wurde in den Jahren 1890 bis 1891 als ein Pavillon mit einer Etage, die eine kleinere Fläche als der Grundriss hat, gebaut. Es entstand nach dem Projekt des Architekten Dimitrije T. Leko und nach einer Skizze seines Gründers und Leiters, Professor Milan Nedeljković. Dank seiner Bemühungen wurde das Observatorium mit den neuesten Messgeräten ausgestattet. Sein Bau fiel mit der Entstehung dieser Art von Institutionen in den entwickelten Ländern Europas zusammen.
Das Interesse an der Meteorologie in Serbien begann Mitte des 19. Jahrhunderts. Es ist sehr wahrscheinlich, dass Vladimir Jakšić, Professor an der Belgrader berufsbildenden Schule und Großen Schule, Gründer der Statistik, der erste Mann war, der sich in Serbien mit Meteorologie beschäftigt hat. Nach der Rückkehr nach Belgrad im Jahre 1847, nachdem er seine Ausbildung in Deutschland und Österreich abgeschlossen hatte, begann er tägliche meteorologische Forschung und Messungen in Belgrad durchzuführen. 
In seinen Tagebüchern über meteorologische Beobachtungen, Klimatologie und statistische Arbeiten hinterließ Vladimir Jakšić wertvolle Informationen über das Klima und hydrologische Phänomene seiner Zeit. In den 1880er Jahren des wurde die Abteilung für Astronomie und Meteorologie an der Großen Schule gegründet. Die Ankunft von Milan Nedeljković als Professor für Astronomie und Meteorologie ist einer der wichtigsten Momente in der Entwicklung der Wissenschaft in Serbien.
„Milan Nedeljković als ein brillanter Kenner des damaligen Standes der Meteorologie in der Welt und seine große Bedeutung auf dem Gebiet der Wissenschaft, sowie in der Entwicklung von verschiedenen Wirtschaftszweigen, entwickelte unermüdlich die Einrichtung eines modernen Observatoriums für meteorologische und astronomische Beobachtungen und Tests, etablierte und arbeitete für die Aufrechterhaltung systematischer meteorologischer Beobachtungen im ganzen Gebiet Serbiens und setzte die Pionierarbeit von Vladimir Jakšić, seinem Vorgänger in diesem Bereich fort.“ Die erste Aufgabe, die von Milan Nedeljković als wichtig erachtet wurde, war das Errichten des Observatoriums und von meteorologischen Stationen in ganz Serbien. Aufgrund seiner Bemühungen beschloss der Bildungsminister im Jahr 1887, dass für das Königreich Serbien ein meteorologisches und astronomisches Observatorium in einem Privathaus in der Gemeinde Vračar gebaut werden soll. Zu diesem Zweck wurde das Haus von G. Geisler im südwestlichen Vračar verwendet. Heute ist es die Svetozar Marković Straße Nummer 63.
Milan Nedeljković hat den Kampf für ein permanentes Observatorium der Großen Schule fortgesetzt, so dass er das Grundstück für seine Errichtung von der Belgrader Gemeinde, auf dem höchsten Punkt des westlichen Vračar erhalten hat. Eine weitere wichtige Sache, die nach dem Erwerb des Grundstücks gelöst werden musste, war, das Gebäude zu erheben. Zu diesem Zweck und durch die Bemühungen von Mailan Nedeljković, schickte das Ministerium für Bildung die Zeichnung des Gebäudes an das Ministerium für Bau, bzw. der architektonische Abteilung dieses Ministeriums, die anhand der Zeichnung einen detaillierten Plan des Gebäudes entwarfen. Das Gebäude wurde endlich im Jahre 1891 anhand des Projekts vom Architekten Dimitrije T. Leko gebaut.
Es wurde im Geist der Romantik durchgeführt. Es wurde speziell für die meteorologischen und astronomischen Beobachtungen gebaut, das auch seine besondere architektonische Gestaltung zu verdanken hat. Es ist ein freistehendes Gebäude, das als Pavillon-Gebäude konzipiert ist, um das herum ein Park gebildet wurde. Die Hauptfassade endet mit Zinken, die den Dachboden und das Terrassengeländer bilden, die oberhalb eines Teils des Dachgeschosses und die anderen Fassaden enden mit abgestuften Giebeln. Fenstern im Erdgeschoss und die Eingangstür sind gewölbt. Die Fassadendekoration besteht aus Fensterrahmen und den hervorstehenden horizontale Streifen an den Wänden.
Konservierungs- und Restaurierungsarbeiten wurden in den Jahren 1987 bis 1988 durchgeführt.
Das Gebäude des meteorologischen Observatoriums wurde zeitnah wie in den entwickelten Ländern Europas gebaut. Zum Zeitpunkt des Baus war es das erste Gebäude, das gezielt den meteorologischen und astronomischen Beobachtungen in Serbien gewidmet war.
Das meteorologische Observatorium schult die besten Fachkräfte in der Region. Das pädagogische Zentrum, zusammen mit der Abteilung für Meteorologie und Astronomie an der Großen Schule, gab eine Reihe von anerkannten und bekannten Experten her. Die historische Bedeutung dieses Gebäudes ist vielfältig. Zunächst stellt das meteorologische Observatorium die Errungenschaften der Gesellschaft ihrer Zeit dar. Insgesamt ist das Gebäude eine erfolgreiche, architektonische Leistung von Dimitrije T. Leko und ein bedeutendes Ergebnis der serbischen Architektur. Wegen seines kulturgeschichtlichen, sozialen und architektonischen Werte, wurde das Gebäude des ersten serbischen Observatoriums, Bulevar oslobođenja 8, zum Kulturgut von großer Bedeutung im Jahr 1979 erklärt.